# Szuhánszki János
Szuhánszki János (Borbánya, 1922. december 7. – Miskolc, 2003. március 29.) metodista lelkész.

## Családi háttér
1922 decemberében a Nyíregyháza melletti Borbányán szlovák-tirpák szülők gyermekeként született. Szülei mezőgazdasági munkából tartották fenn a kis családot. Nővérei Ilona és Zsuzsanna, a bátyja József volt. A nagy gazdasági világválság idején apja a tengerentúlon keresett munkát. János szabó mesterséget tanult, de az 1930-as években kifutó fiúként dolgozott a városban, egy úri divat kereskedésben.

## Ifjúkora
A Nyíregyházi Metodista Gyülekezetbe már gyermekkorában magával vitte az édesanyja, ahol Márkus József működött lelkészként. Itt, a „kápolnában” (Bessenyei tér 10.) nagy gyülekezet alakult a szórványban („bokor-tanyákon”) élő, általában evangélikus származású, hívő tót lakosságból. Sok fiatal járt ifjúsági órákra is, akik fontos részét képezték a gyülekezet életének, zenekarban, énekkarban, színjátszó körben szolgáltak. János 1940. szilveszterén 18 éves korában tért meg.
Nem sokkal később behívták katonának. A magyar és német visszavonuló fronton teljesített szolgálatot, Ungvárra került a repülőhadosztályhoz. Ekkor még kijárhattak a városba és meglátogathatta az ekkoriban a Magyarországi Metodista Egyházhoz tartozó Ungvári Metodista Gyülekezetet, melynek lelkészével, Haszics Jánossal maradandó barátságot kötött. 1945-48-ig 39 hónapon keresztül szenvedett szovjet hadifogságot, ahol szakmájának köszönhetően fűtött műhelyben dolgozhatott a legnagyobb hidegben is. A labdarúgás szeretete a túlélést jelentette számára, hiszen kalóriadúsabb ételekhez juthatott. Anyagyülekezete Nyíregyházán eközben csaknem a megszűnés szélére került: a háború után (1946) a gyülekezet nagy része a „csehszlovák–magyar lakosságcsere-program” keretében átköltözött a szlovákiai Lévára.

## 1948 után
A fogságból hazatérve 1949-ben jelentkezett lelkészi szolgálatra. Először Hecker Ádám mellett végzett segédlelkészi feladatokat Nyíregyházán, majd Szécsey János szuperintendens a lelkész nélkül maradt Miskolcra vezényelte. Itt és a 10 km-re fekvő Kistokajban intenzív gyülekezetépítő munkába kezdett. Már az 50-es évek elején Alsózsolcára is meghívták a cigánytelepre (1952). Sok segítséget kapott munkájában a Kistokaji Gyülekezet fiataljaitól, akik kerékpárral minden útjára elkísérték. Az ifjúsági kör fiataljai közül később öten jelentkeztek lelkészi szolgálatra a metodista egyházban.

## Miskolci szolgálata
Nyíregyházi mintát hozva magával egy jól szervezett, mozgalmas gyülekezeti életre törekedett szolgálati helyén. Az 1970-es évektől rendszeressé váltak a tavaszi ifjúsági csendesnapok, melyeket ő szervezett. Hétköznap estéit évtizedeken keresztül vidéki szolgálattal töltötte, ahova gyakran a fiait is elvitte, vagy feleségével látogatta a körzete családjait.
Talán hányatott élete miatt is alakult ki benne nagyfokú humánum, érzékenység az elesettek felé. Egyszerűség, népiesség, közérthetőség és derűs humor jellemezte. Nagy szókincsét és memóriáját prédikációiban és beszélgetéseiben kamatoztatta. 43 évig, nyugdíjazásáig a Miskolci Körzetben szolgált. 2003. március 29-én 81. évében hunyt el.

## Család
1953-ban nősült meg. Egy szerény, hívő szegedi baptista lányt vett feleségül, Bódi Irént. 1954-61-ig öt fiuk született, a negyedik azonban még kicsiny korában meghalt. 1962-ben nagy betegségben felesége is elhunyt. 1963-ban kérte meg Takáts Antal metodista lelkész Klára lánya kezét, akitől még két fia született. Gyermekei közül Gábor és István a metodista egyház lelkészei lettek.